# Капачо-Сетегали (Форли-Чезена)
Капачо-Сетегали је насеље у Италији у округу Форли-Чезена, региону Емилија-Ромања.
Према процени из 2011. у насељу је живело 29 становника. Насеље се налази на надморској висини од 303 м.